# Mio fratello è figlio unico
Mio fratello è figlio unico (no Brasil, Meu Irmão é Filho Único e em Portugal, O Meu Irmão é Filho Único) é um filme de drama italiano de 2007 dirigido e escrito por Daniele Luchetti, baseado no romance de Antonio Pennacchi. Estrelado por Elio Germano e Riccardo Scamarcio, o título é referência à canção de Rino Gaetano de 1976.

## Elenco
- Elio Germano - Accio Benassi
- Riccardo Scamarcio - Manrico Benassi
- Angela Finocchiaro - Amelia Benassi
- Massimo Popolizio - Ettore Benassi
- Ascanio Celestini - Padre Cavalli
- Diane Fleri - Francesca
- Alba Rohrwacher - Violetta Benassi
- Vittorio Emanuele Propizio - jovem Accio
- Claudio Botosso - Prof. Montagna
- Ninni Bruschetta - Segretario Bombacci
- Anna Bonaiuto - Bella Nastri
- Luca Zingaretti - Mario Nastri
- Pasquale Sammarco - Padre Tosi
- Lorenzo Pagani - Bertini
- Matteo Sacchi - Ragazzo Biliardino